# Lijst van beschermd erfgoed in Chiny
Onderstaande tabel geeft een overzicht van de beschermde erfgoederen in de gemeente Chiny. Het beschermd erfgoed maakt deel uit van het cultureel erfgoed in België.
| Object | Bouwjaar/architect | Deelgemeente | Adres                 | Coördinaten                   | Nummer?                | Afbeelding                                                                                |
| --- | ------------------ | ------------ | --------------------- | ----------------------------- | ---------------------- | ----------------------------------------------------------------------------------------- |
| Een deel van het traject naar beneden tussen de rotsen van Hat, Rehat en Rousses                                                                                                   |                    |              |                       | 49° 44' 36" NB, 5° 19' 5" OL  | 85007-CLT-0001-01 Info |                                                                                           |
| Terreinen die uitbreiding vormen van het ensemble van de watermolen van Pont Saint-Nicolas en omgeving                                                                             |                    |              |                       | 49° 44' 20" NB, 5° 21' 5" OL  | 85007-CLT-0002-01 Info |                                                                                           |
| Kerk Saint-Pierre en het ensemble van de kerk en omliggende terreinen |                    |              |                       | 49° 41' 51" NB, 5° 25' 18" OL | 85007-CLT-0003-01 Info | Kerk Saint-Pierre en het ensemble van de kerk en omliggende terreinen                     |
| Huis in een plaats genaamd "La Baronnie": gevels en daken van de gebouwen, en de omliggende muren die het eigendom omsluiten, en het terrein gesitueerd binnen de omliggende muren |                    |              | rue Saint-Pierre n°19 | 49° 41' 44" NB, 5° 25' 20" OL | 85007-CLT-0004-01 Info |                                                                                           |
| Oude calvarie |                    |              | rue d'Arlon           | 49° 41' 30" NB, 5° 27' 0" OL  | 85007-CLT-0005-01 Info |                                                                                           |
| Wasplaats van Fresnois: gevels en daken, en de bakken |                    |              | rue d'Arlon           | 49° 41' 30" NB, 5° 27' 2" OL  | 85007-CLT-0007-01 Info |                                                                                           |
| Wasplaats van Valansart: gevels en dak, en de bakken |                    |              | rue du Mémartinet     | 49° 41' 7" NB, 5° 25' 9" OL   | 85007-CLT-0008-01 Info |                                                                                           |
| Wasplaats te Prouvy en twee goten die de westzijde flankeren |                    |              | rue de la Fontaine    | 49° 41' 8" NB, 5° 26' 16" OL  | 85007-CLT-0009-01 Info |                                                                                           |
| Wasplaats op de as van de Grand'Rue, tegenwoordig rue de la Centenaire |                    |              |                       | 49° 41' 46" NB, 5° 24' 59" OL | 85007-CLT-0010-01 Info |                                                                                           |
| Hagebeuk, haag aangrenzende en de omgeving |                    |              | rue Cornisselle       | 49° 44' 24" NB, 5° 19' 55" OL | 85007-CLT-0012-01 Info |                                                                                           |
| Wasplaats, in de hoek van de rue de la Fontaine en rue des Combattants (tegenwoordig rue des Chasseurs Ardennais)                                                                  |                    |              | Izel                  | 49° 41' 38" NB, 5° 22' 33" OL | 85007-CLT-0013-01 Info |                                                                                           |
| Kerk Saint-Pierre en de muur van de begraafplaats en het ensemble van de directe omgeving                                                                                          |                    |              |                       | 49° 41' 41" NB, 5° 22' 23" OL | 85007-CLT-0014-01 Info | Kerk Saint-Pierre en de muur van de begraafplaats en het ensemble van de directe omgeving |
| Boerderij Belle-Vue: gevels en daken |                    |              | rue de la Chavée n°6  | 49° 41' 39" NB, 5° 25' 15" OL | 85007-CLT-0017-01 Info |                                                                                           |
| Potale Sainte-Gertrude, ter plaatse genaamd Thiryfays |                    |              |                       | 49° 42' 41" NB, 5° 21' 1" OL  | 85007-CLT-0018-01 Info |                                                                                           |
| Bepaalde delen van het neogotische kasteel van Faing |                    | Jamoigne     |                       | 49° 41' 40" NB, 5° 24' 40" OL | 85007-CLT-0019-01 Info | Bepaalde delen van het neogotische kasteel van Faing                                      |